# Amaranthus cannabinus
Amaranthus cannabinus là loài thực vật có hoa thuộc họ Dền. Loài này được (L.) Sauer mô tả khoa học đầu tiên năm 1955.